# Liste der denkmalgeschützten Objekte in Ulrichskirchen-Schleinbach
Die Liste der denkmalgeschützten Objekte in Ulrichskirchen-Schleinbach enthält die 21 denkmalgeschützten, unbeweglichen Objekte der niederösterreichischen Gemeinde Ulrichskirchen-Schleinbach.

## Denkmäler
| Foto |                 | Denkmal                                                                                     | Standort                                                 | Beschreibung | Metadaten |
| ---- | --------------- | ------------------------------------------------------------------------------------------- | -------------------------------------------------------- | --- | --- |
| ja   | Datei hochladen | Kath. Pfarrkirche Maria Trost HERIS-ID: 27131 Objekt-ID: 23646                              | bei Kirchengasse 18 Standort KG: Kronberg                | Die Pfarrkirche Maria Trost, erhöht auf einer ehemaligen Hausberganlage gelegen und von einer mittelalterlichen Bruchsteinmauer mit regelmäßigen Ausgleichslagen umgeben, hat einen barocken Turm von 1681. Langhaus und Chor sind gotisch (14. Jahrhundert) und werden von abgetreppten Strebepfeilern gestützt; die westlichen sind schräg gestellt. An der Südwestkante des Langhauses wurde gotisches Quadermauerwerk freigelegt. Der Chor hat abgefaste Spitzbogenfenster mit gotischem Maßwerk, die Ostseite Rundfenster und das Langhaus Rundbogenfenster. Eine dreischiffige barocke Vorhalle erstreckt sich über fünf Seiten eines Achtecks mit sechs kreuzgratgewölbten Jochen auf Pfeilern. Darüber erhebt sich der geböscht ansteigende Westturm mit Pyramidendach, Rechteckfenstern und rundbogigen Schallfenstern. Im Norden und Süden des Chores befinden sich moderne Anbauten. | BDA-Hist.: Q37908187 Status: § 2a Stand der BDA-Liste: 2025-06-30 Name: Kath. Pfarrkirche Maria Trost GstNr.: .148 Pfarrkirche (Kronberg)                                                          |
| ja   | Datei hochladen | Pest-/Dreifaltigkeitssäule, Gnadenstuhl HERIS-ID: 27129 Objekt-ID: 23644                    | gegenüber Kirchengasse 7 Standort KG: Kronberg           | Nördlich unterhalb der Kirche erhebt sich auf einem Volutensockel mit Wappen und Helmzier eine toskanische Säule mit bekrönender Dreifaltigkeitsgruppe. Das Denkmal stammt aus der Zeit um 1700. | BDA-Hist.: Q37908147 Status: § 2a Stand der BDA-Liste: 2025-06-30 Name: Pest-/Dreifaltigkeitssäule, Gnadenstuhl GstNr.: 67/50 Gnadenstuhl (Kronberg)                                               |
| ja   | Datei hochladen | Pfarrhof HERIS-ID: 27130 Objekt-ID: 23645                                                   | Kirchengasse 9 Standort KG: Kronberg                     | Der zweigeschoßige, durch ein Schopfwalmdach gedeckte Pfarrhof von Kronberg zeigt profilierte Fensterrahmungen und Kordongesims aus dem dritten Viertel des 19. Jahrhunderts und ist mit einem korbbogig geöffneten Windfang ausgestattet. Der Pfarrhof verfügt über Reste von Malerei aus dem ersten Viertel des 20. Jahrhunderts und eine Christusfigur in einer Rundbogennische aus der Zeit um 1910/1920. | BDA-Hist.: Q37908166 Status: § 2a Stand der BDA-Liste: 2025-06-30 Name: Pfarrhof GstNr.: .123 |
| ja   | Datei hochladen | Hausberg Kreuzberg HERIS-ID: 27135 Objekt-ID: 23650                                         | Kreuzberg Standort KG: Kronberg                          | Auf dem Kreuzberg befindet sich die Pfarrkirche und das ausgedehnte, sich um die Burg ziehende Kellerviertel. Nördlich davon verläuft die Kellergasse mit einfachen Presshauskellern. Ein weiteres Bauwerk ist der sogenannte Himmelskeller, ein mittelalterlicher Erdstall mit Kapellenraum und Ausstattung des Kronberger Künstlers Hermann Bauch. Durch archäologische Befunde konnte am Kreuzberg eine urzeitliche Befestigungsanlage mit Siedlungsspuren ab der Jungsteinzeit nachgewiesen werden. | BDA-Hist.: Q37908205 Status: Bescheid Stand der BDA-Liste: 2025-06-30 Name: Hausberg Kreuzberg GstNr.: 1404/1, 67/50                                                                               |
| ja   | Datei hochladen | Raaberkreuz HERIS-ID: 27125 Objekt-ID: 23639                                                | Standort KG: Kronberg                                    | Die Raaberkreuze wurden auf Wunsch Kaiser Rudolfs II. errichtet und erinnern an die Befreiung von Raab (Győr) aus der Hand der Osmanen im Jahre 1598. Der Bildstock hat einige tiefe Sprünge in der Säule und ist von Zerstörung bedroht. | BDA-Hist.: Q37908116 Status: § 2a Stand der BDA-Liste: 2025-06-30 Name: Raaberkreuz GstNr.: 273/2                                                                                                  |
| ja   | Datei hochladen | Mariensäule, Krönung Mariae HERIS-ID: 27127 Objekt-ID: 23642                                | bei Hausgraben 157 Standort KG: Kronberg                 | Im Ort befindet sich eine Mitte des 18. Jahrhunderts angefertigte Figurengruppe Krönung Marias auf einer Wolkensäule mit Engelsköpfen. Der Sockel ist mit profilierten Platten und einem Relief des hl. Rochus ausgeführt. | BDA-Hist.: Q37908131 Status: § 2a Stand der BDA-Liste: 2025-06-30 Name: Mariensäule, Krönung Mariae GstNr.: 67/51 Mariensäule (Kronberg)                                                           |
| ja   | Datei hochladen | Gösslmühle HERIS-ID: 27107 Objekt-ID: 23621                                                 | Bei der Gösslmühle 76 Standort KG: Schleinbach           | | BDA-Hist.: Q37907920 Status: Bescheid Stand der BDA-Liste: 2025-06-30 Name: Gösslmühle GstNr.: 1895 Gösslmühle                                                                                     |
| ja   | Datei hochladen | Büste Kaiser Franz Joseph I. HERIS-ID: 27103 Objekt-ID: 23617                               | Hauptplatz 10, bei Standort KG: Schleinbach              | Am Hauptplatz steht eine Büste zu Ehren von Kaiser Franz Joseph I. Anmerkung: Die Büste wurde im Sept. 2022 gestohlen | BDA-Hist.: Q37907853 Status: § 2a Stand der BDA-Liste: 2025-06-30 Name: Büste Kaiser Franz Joseph I. GstNr.: 2057/6 Kaiser-Franz-Joseph-Denkmal (Schleinbach)                                      |
| ja   | Datei hochladen | Schule HERIS-ID: 27100 Objekt-ID: 23614                                                     | Hauptstraße 49 Standort KG: Schleinbach                  | Das Schleinbacher Schulgebäude wurde 1896 seiner Bestimmung übergeben. | BDA-Hist.: Q37907820 Status: § 2a Stand der BDA-Liste: 2025-06-30 Name: Schule GstNr.: .14 |
| ja   | Datei hochladen | Kath. Pfarrkirche hl. Peter HERIS-ID: 27101 Objekt-ID: 23615                                | neben Kirchengasse 1 Standort KG: Schleinbach            | Die Pfarrkirche hl. Peter am Westrand von Schleinbach ist ein barocker Bau von 1687, mit vermutlich mittelalterlichem Kern und einem gotischen Nordturm von 1436. An das schlichte Langhaus schließt südlich in gleicher Breite der polygonal geschlossene Chor an. Der Eingangsfassade im Norden ist der Turm vorgestellt, der von einem Glockengeschoß mit rundbogigen Schallfenstern und einem erneuerten Zwiebelhelm bekrönt wird. Westlich und östlich erheben sich am dritten Langhausjoch eingeschoßige Kapellenanbauten. Die Sakristei befindet sich westlich am Chor. | BDA-Hist.: Q19298489 Status: § 2a Stand der BDA-Liste: 2025-06-30 Name: Kath. Pfarrkirche hl. Peter GstNr.: .13 Pfarrkirche hl. Peter, Schleinbach                                                 |
| ja   | Datei hochladen | Luisenmühle HERIS-ID: 27109 Objekt-ID: 23623                                                | Kreuttalstraße 77 Standort KG: Schleinbach               | Das Gebäude wurde Mitte des 17. Jahrhunderts erbaut, der besonders markante Zwiebelturm wurde 2012 renoviert. Die Mühle ist bzw. war die größte von mehreren Mühlen am Rußbach im Kreuttal. | BDA-Hist.: Q37907941 Status: Bescheid Stand der BDA-Liste: 2025-06-30 Name: Luisenmühle GstNr.: .186 Ulrichskirchen-Schleinbach Luisenmühle                                                        |
| ja   | Datei hochladen | Böhler-Mühle, ehem. Dammmühle HERIS-ID: 27106 Objekt-ID: 23620                              | Kronbergstraße 75 Standort KG: Schleinbach               | | BDA-Hist.: Q37907901 Status: Bescheid Stand der BDA-Liste: 2025-06-30 Name: Böhler-Mühle, ehem. Dammmühle GstNr.: .74 Böhler-Mühle Schleinbach                                                     |
| ja   | Datei hochladen | Figurenbildstock hl. Johannes Nepomuk HERIS-ID: 27122 Objekt-ID: 23636                      | vor Schleinbacher Straße 29a Standort KG: Ulrichskirchen | Die barocke Figur des Johannes Nepomuk vor dem Haus Viehtrift 3 wurde Mitte des 18. Jahrhunderts errichtet. Der Sockel ist mit einer Puttenfigur ausgestattet. | BDA-Hist.: Q37908077 Status: § 2a Stand der BDA-Liste: 2025-06-30 Name: Figurenbildstock hl. Johannes Nepomuk GstNr.: 2017/2 Nepomuk Viehtrift Ulrichskirchen, Gemeinde Ulrichskirchen-Schleinbach |
| ja   | Datei hochladen | Kath. Pfarrkirche Hl. Ulrich und Friedhof HERIS-ID: 27114 Objekt-ID: 23628                  | Kirchenplatz 1 Standort KG: Ulrichskirchen               | Die auf einer Anhöhe in der Ortsmitte von Ulrichskirchen gelegene und zusammen mit dem Pfarrhof von den Resten einer ehemals wehrhaften mittelalterlichen Friedhofsmauer umgebene Pfarrkirche hl. Ulrich ist eine im Langhaus barockisierte gotische Staffelkirche mit gotischem, in der Barockzeit verändertem, mächtigem Turm im nördlichen Chorwinkel. | BDA-Hist.: Q22694374 Status: § 2a Stand der BDA-Liste: 2025-06-30 Name: Kath. Pfarrkirche Hl. Ulrich und Friedhof GstNr.: .196, 3038/9 Pfarrkirche Ulrichskirchen                                  |
| ja   | Datei hochladen | Pfarrhof HERIS-ID: 27115 Objekt-ID: 23629                                                   | Kirchenplatz 2 Standort KG: Ulrichskirchen               | Der Pfarrhof östlich der Kirche ist ein im Kern mittelalterlicher Bau mit Veränderungen aus dem 16./17. Jahrhundert. Die hakenförmige Anlage ist an der Hofseite zweigeschoßig und verfügt über eine Faschengliederung aus dem 18. Jahrhundert. Im Erdgeschoß befinden sich weite Kreuzgratgewölbe. Eine gotische Figur der Maria mit Kind stammt vermutlich aus dem späten 14. Jahrhundert. | BDA-Hist.: Q37908009 Status: § 2a Stand der BDA-Liste: 2025-06-30 Name: Pfarrhof GstNr.: .197 |
| ja   | Datei hochladen | Wegkapelle, Urlaubskapelle HERIS-ID: 27119 Objekt-ID: 23633                                 | südlich des Ortes Standort KG: Ulrichskirchen            | Der kleine Bau an der Straße nach Münichsthal stammt aus dem 18. Jahrhundert und hat einen geschwungenen Blendgiebel über korbbogiger Öffnung mit Steinbalustrade. Die Schnitzgruppe Abschied Christi von Maria befindet sich in der Pfarrkirche. | BDA-Hist.: Q37908061 Status: § 2a Stand der BDA-Liste: 2025-06-30 Name: Wegkapelle, Urlaubskapelle GstNr.: 1155/3                                                                                  |
| ja   | Datei hochladen | Figurenbildstock hl. Johannes Nepomuk HERIS-ID: 27112 Objekt-ID: 23626                      | bei Schleinbacher Straße 2 Standort KG: Ulrichskirchen   | Die barocke Figur des Johannes Nepomuk ist am Sockel mit 1700 bezeichnet. | BDA-Hist.: Q37907977 Status: § 2a Stand der BDA-Liste: 2025-06-30 Name: Figurenbildstock hl. Johannes Nepomuk GstNr.: 32 Statue hl. Johannes Nepomuk Ulrichskirchen                                |
| ja   | Datei hochladen | Pranger HERIS-ID: 27110 Objekt-ID: 23624                                                    | Marktplatz 1, in der Nähe Standort KG: Ulrichskirchen    | Auf dem Marktplatz von Ulrichskirchen erhebt sich der ehemalige Pranger – ein sechsseitiger kantonierter Pfeiler mit Pyramidendach aus dem 16. Jahrhundert. | BDA-Hist.: Q37907961 Status: § 2a Stand der BDA-Liste: 2025-06-30 Name: Pranger GstNr.: 3038/2 Pranger Ulrichskirchen                                                                              |
| ja   | Datei hochladen | Wegkapelle HERIS-ID: 27123 Objekt-ID: 23637                                                 | vor Schleinbacher Straße 58 Standort KG: Ulrichskirchen  | Inschrift: "DEM HEILIGEN ANTONI VON PADUA HAB ICH ZU EHREN DIESE CAPELLEN BAUEN LASSEN. PHILIPP DIRINGER 1721." Die Statue im Inneren wurde später hinzugefügt (1880-1890), davor befand sich ein Antonius-Bild in der Kapelle. | BDA-Hist.: Q37908097 Status: § 2a Stand der BDA-Liste: 2025-06-30 Name: Wegkapelle GstNr.: 819/8 Wegkapelle Ulrichskirchen                                                                         |
| ja   | Datei hochladen | Schloss Ulrichskirchen und umgebende Zwingermauer HERIS-ID: 27116 Objekt-ID: 23630seit 2019 | Schloß 1 Standort KG: Ulrichskirchen                     | Das im Südosten des Ortes leicht erhöht gelegene Schloss, von Westen her über einen aufgeschütteten Damm erreichbar, ist eine dreiflügelige Anlage mit abgewalmten Satteldächern und rechteckigem Ehrenhof. Die ältesten Teile des Schlosses sind die ehemaligen Ecktürme im Nord- und Südwesten, die im Kern auf die Zeit um 1320 datiert werden, später aber baulich mit dem Schloss verbunden wurden und nicht mehr auf den ersten Blick als Türme erkennbar sind. Der Teil der ehemaligen Ringmauer, der die Türme verbindet, ist als Außenmauer erhalten. Der östliche Flügel stammt aus dem 16. Jahrhundert, die Kapelle wurde spätestens 1626 erbaut und 1713 barockisiert. Der Westflügel ist 1620 abgebrannt und wurde nicht mehr aufgebaut. | BDA-Hist.: Q24175500 Status: Bescheid Stand der BDA-Liste: 2025-06-30 Name: Schloss Ulrichskirchen und umgebende Zwingermauer GstNr.: .1, 923 Schloss Ulrichskirchen                               |
| ja   | Datei hochladen | Gnadenstuhl HERIS-ID: 27117 Objekt-ID: 23631                                                | Schloß 1, in der Nähe Standort KG: Ulrichskirchen        | Auf dem Schlossplatz erhebt sich eine hohe, in der zweiten Hälfte des 18. Jahrhunderts errichtete Säule mit bekrönender Dreifaltigkeitsgruppe. | BDA-Hist.: Q37908041 Status: § 2a Stand der BDA-Liste: 2025-06-30 Name: Gnadenstuhl GstNr.: 3038/13 Ulrichskirchen-Schleinbach Gnadenstuhl                                                         |